# L'Anglicane
L'Anglicane est une salle de spectacle de 255 places aménagée dans une ancienne église anglicane, située dans le Vieux-Lévis, un quartier de la Ville de Lévis au Québec. Étant l'un des plus anciens édifices du Vieux-Lévis et ayant une architecture représentative du néo-gothique du début du XIXe siècle au Québec, le bâtiment s'est vu inscrit en 1999 au Registre du patrimoine culturel du Québec.

## Histoire
L'église Holy Trinity (Holy Trinity Church), conçue par l'architecte québécois Edward Staveley (1795-1872) dans un style néo-gothique, est érigée en 1848 et reconnue comme lieu de culte en 1850. 
En 1963, le complexe comprenant presbytère et lieu de culte est mis en location en raison d'une forte diminution de la présence anglophone à Lévis. C’est le couple Louise Carrier et André Garant, artistes bien connus dans la région, qui y emménage.
La Ville de Lévis achète en 1973 l’ensemble du site et entreprend de le recycler en le dotant d'une vocation culturelle. En 1978, un groupe de citoyens et d’artistes jette les bases de l’organisme qui porte aujourd'hui le nom de Diffusion culturelle de Lévis. Depuis, l’organisme gère et anime conjointement le Centre d’exposition Louise-Carrier et L’Anglicane.
Des rénovations sont entreprises en 1983 et des éléments d'architecture moderne y sont ajoutés, dont un hall d'entrée en verre. En 2002, l'architecte québécois Dan Sergiu Hanganu effectue des travaux d'agrandissement et de réaménagement, tout en respectant les qualités architecturales d'origine,.